# Rio Galbena de Sud
O Rio Galbena de Sud é um rio da Romênia, afluente do Berhina, localizado no distrito de Hunedoara.